# Holopogon dimidiatus
Holopogon dimidiatus là một loài ruồi trong họ Asilidae. Holopogon dimidiatus được Meigen miêu tả năm 1820.